# Gherasim (marinar fictiv)
Gherasim este unul din marinarii echipajului goeletei Speranța, încercat marinar grec (sau, foarte probabil, aromân din Grecia), provenit dintr-o familie extinsă de navigatori, originar din Pireu și personaj fictiv al romanului Toate pînzele sus!, al scriitorului Radu Tudoran, respectiv unul din personajele principale al serialului de televiziune al Televiziunii Naționale Române aproape omonim, Toate pînzele sus, adaptarea cinematografică a romanului. 
Actorul Ilarion Ciobanu l-a interpretat foarte convingător pe încercatul marinar și cârmaci, ulterior marinarul cel mai experimentat al Speranței, șeful de echipaj Gherasim.

## Episoade
Gherasim apare în toate cele 12 episoade ale serialului de televiziune. Numele său de familie (Sotir) este menționat doar în primul episod.